# دون فيغيروا
دون فيغيروا هو رسام بالرصاص وفنان فلبيني، ولد في 21 مارس 1964.